# Container

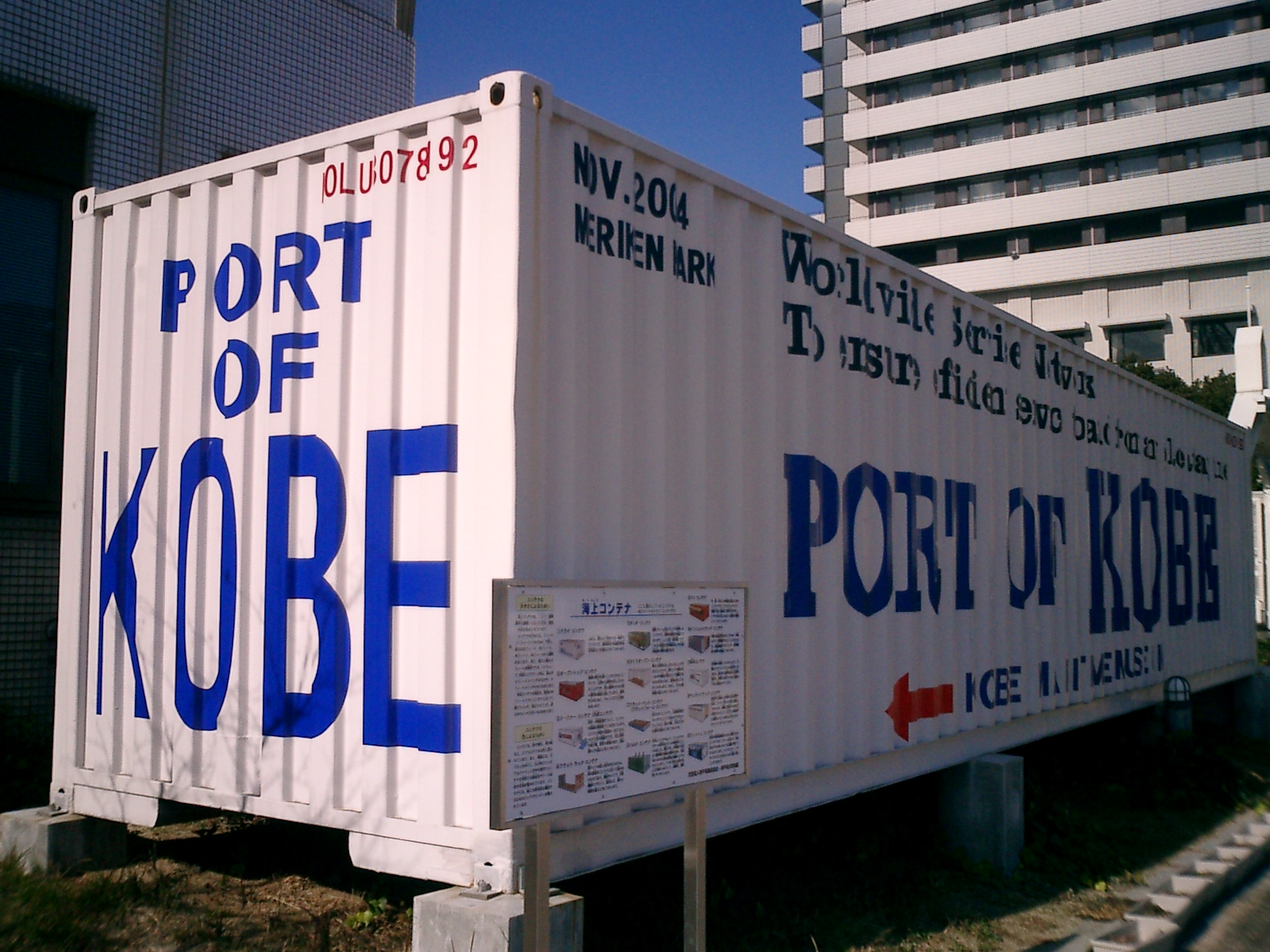
Container

Containerul este o carcasă specială pentru transportul de mărfuri, ranforsată și care poate fi stivuită, permițând transferurile orizontale sau verticale.
Acest tip de echipament de transport are următoarele caracteristici: 

a) are caracter permanent, fiind suficient de rezistent pentru a fi utilizat în mod repetat; 

b) este proiectat special pentru a facilita transportul de bunuri prin unul sau mai multe moduri de transport (terestru cu autovehicule sau pe calea ferată, maritim, aerian), fără a fi necesară reîncărcarea intermediară; 

c) este dotat cu dispozitive care permit manipularea sa facilă, în special transferul de la un mod de transport către altul; 

d) este proiectat pentru a fi ușor de încărcat și descărcat; 

e) poate fi stivuit; 

f) are un volum intern egal sau mai mare de 1 m³;
g) container cu roți din plastic pentru colectare deșeuri menajere sau industriale.
h) container cu deșeuri toxice.